# Туєч
Туєч (ромш. Tujetsch) — громада  в Швейцарії в кантоні Граубюнден, регіон Сурсельва.

## Географія
Громада розташована на відстані близько 105 км на схід від Берна, 65 км на захід від Кура.
Туєч має площу 133,9 км², з яких на 1,4% дозволяється будівництво (житлове та будівництво доріг), 25% використовуються в сільськогосподарських цілях, 12,7% зайнято лісами, 61% не є продуктивними (річки, льодовики або гори).

## Демографія
2019 року в громаді мешкало 1207 осіб (-30,3% порівняно з 2010 роком), іноземців було 12,1%. Густота населення становила 9 осіб/км².
За віковим діапазоном населення розподілялося таким чином: 15,3% — особи молодші 20 років, 55,4% — особи у віці 20—64 років, 29,2% — особи у віці 65 років та старші. Було 581 помешкань (у середньому 2 особи в помешканні).
Із загальної кількості 680 працюючих 42 було зайнятих в первинному секторі, 163 — в обробній промисловості, 475 — в галузі послуг.